# Dánia az 1952. évi nyári olimpiai játékokon
Dánia a finnországi Helsinkiben megrendezett 1952. évi nyári olimpiai játékok egyik részt vevő nemzete volt. Az országot az olimpián 15 sportágban 129 sportoló képviselte, akik összesen 6 érmet szereztek.

## Érmesek
| Érem  | Versenyző                                    | Sportág    | Versenyszám              |
| ----- | -------------------------------------------- | ---------- | ------------------------ |
| Arany | Peder Rasch Finn Haunstoft                   | Kajak-kenu | Férfi kenu kettes 1000 m |
| Arany | Paul Elvstrøm                                | Vitorlázás | Finn dingi               |
| Ezüst | Lis Hartel                                   | Lovaglás   | Díjlovaglás, egyéni      |
| Bronz | Svend Pedersen Poul Svendsen Jørgen Frantzen | Evezés     | Kormányos kettes         |
| Bronz | Viktor Jørgensen                             | Ökölvívás  | Váltósúly                |
| Bronz | Karen Lachmann                               | Vívás      | Női tőr, egyéni          |

## Atlétika
Férfi
| Versenyző            | Versenyszám     | Előfutam | Előfutam | Előfutam | Negyeddöntő | Negyeddöntő | Negyeddöntő | Elődöntő | Elődöntő | Elődöntő | Döntő     | Döntő    |
| Versenyző            | Versenyszám     | Idő      | Hely.    | Össz.    | Idő         | Hely.       | Össz.       | Idő      | Hely.    | Össz.    | Idő       | Helyezés |
| -------------------- | --------------- | -------- | -------- | -------- | ----------- | ----------- | ----------- | -------- | -------- | -------- | --------- | -------- |
| Gunnar Nielsen       | 800 m           | 1:53,0   | 2.       | 14.      |             |             |             | 1:50,02  | 1.       | 1.       | 1:49,84   | 4.       |
| Ib Planck            | 5000 m          | 14:31,66 | 6.       | 19.      |             |             |             |          |          |          | kiesett   | kiesett  |
| Thyge Thøgersen      | 10 000 m        |          |          |          |             |             |             |          |          |          | 31:47,8   | 24.      |
| Erik Simonsen        | Maraton         |          |          |          |             |             |             |          |          |          | 2:46:41,4 | 42.      |
| Olaf Sørensen        | Maraton         |          |          |          |             |             |             |          |          |          | 2:55:21,0 | 48.      |
| Ragnvald Thunestvedt | 10 km gyaloglás | 50:42,8  | 9.       | 17.      |             |             |             |          |          |          | kiesett   | kiesett  |
| Harry Kristensen     | 50 km gyaloglás |          |          |          |             |             |             |          |          |          | 4:57:35,8 | 20.      |

| Versenyző        | Versenyszám   | Selejtező | Selejtező | Döntő    | Döntő    |
| Versenyző        | Versenyszám   | Eredmény  | Helyezés  | Eredmény | Helyezés |
| ---------------- | ------------- | --------- | --------- | -------- | -------- |
| Preben Larsen    | Hármasugrás   | 14,62 m   | 11.       | 14,62 m  | 13.      |
| Jørgen Munk Plum | Diszkoszvetés | 46,58 m   | 11.*      | 47,26 m  | 13.      |
| Poul Cederquist  | Kalapácsvetés | 50,77 m   | 16.       | 51,60 m  | 16.      |

Női
| Versenyző   | Versenyszám   | Selejtező | Selejtező | Döntő    | Döntő    |
| Versenyző   | Versenyszám   | Eredmény  | Helyezés  | Eredmény | Helyezés |
| ----------- | ------------- | --------- | --------- | -------- | -------- |
| Lily Kelsby | Gerelyhajítás | 39,61 m   | 13.       | 46,23 m  | 5.       |

* - egy másik versenyzővel azonos eredményt ért el

## Birkózás
Kötöttfogású
| Versenyző          | Versenyszám | 1. forduló                    | 2. forduló                     | 3. forduló                | 4. forduló        | 5. forduló        | 6. forduló        | 7. forduló        | Helyezés |
| Versenyző          | Versenyszám | Ellenfél Eredmény             | Ellenfél Eredmény              | Ellenfél Eredmény         | Ellenfél Eredmény | Ellenfél Eredmény | Ellenfél Eredmény | Ellenfél Eredmény | Helyezés |
| ------------------ | ----------- | ----------------------------- | ------------------------------ | ------------------------- | ----------------- | ----------------- | ----------------- | ----------------- | -------- |
| Svend Aage Thomsen | 52 kg       | Josef Zeman (TCH) · 3-0       | Borisz Gurevics (URS) · 4:52   | Borivoj Vukov (YUG) · 0-3 | kiesett           | kiesett           | kiesett           | kiesett           | 9.       |
| Leo Cortsen        | 57 kg       | Kemal Demirsüren (TUR) · 9:50 | Ion Popescu (ROU) · 1-2        | kiesett                   | kiesett           | kiesett           | kiesett           | kiesett           | 12.      |
| Jack Rasmussen     | 67 kg       | Gustav Freij (SWE) · 2:16     | Heini Nettesheim (GER) · 14:16 | Sazam Szafin (URS) · 8:15 | kiesett           | kiesett           | kiesett           | kiesett           | 10.      |

Szabadfogású
| Versenyző      | Versenyszám | 1. forduló                    | 2. forduló              | 3. forduló                    | 4. forduló        | 5. forduló        | 6. forduló        | 7. forduló        | 8. forduló        | Helyezés |
| Versenyző      | Versenyszám | Ellenfél Eredmény             | Ellenfél Eredmény       | Ellenfél Eredmény             | Ellenfél Eredmény | Ellenfél Eredmény | Ellenfél Eredmény | Ellenfél Eredmény | Ellenfél Eredmény | Helyezés |
| -------------- | ----------- | ----------------------------- | ----------------------- | ----------------------------- | ----------------- | ----------------- | ----------------- | ----------------- | ----------------- | -------- |
| Eigil Johansen | 57 kg       | Joseph Trimpont (BEL) · 2-1   | Saad Hafez (EGY) · 3-0  | Bencze Lajos (HUN) · 0-3      | kiesett           | kiesett           | kiesett           | kiesett           |                   | 8.       |
| Erik Østrand   | 67 kg       | Garibaldo Nizzola (ITA) · 0-3 | Mario Tovar (MEX) · 3-0 | Armenak Yaltyryan (URS) · 0-3 | kiesett           | kiesett           | kiesett           | kiesett           | kiesett           | 15.      |

## Evezés
| Versenyző | Versenyszám              | Előfutam | Előfutam | Vigaszág | Vigaszág | Elődöntő | Elődöntő | Vigaszág | Vigaszág | Döntő   | Döntő   |
| Versenyző | Versenyszám              | Idő      | Hely.    | Idő      | Hely.    | Típus    | Idő      | Hely.    | Típus    | Idő     | Hely.   |
| --- | ------------------------ | -------- | -------- | -------- | -------- | -------- | -------- | -------- | -------- | ------- | ------- |
| Ebbe Parsner Aage Larsen | Kétpárevezős             | 7:27,3   | 4.       | 7:09,3   | 3.       | kiesett  | kiesett  | kiesett  | kiesett  | kiesett | kiesett |
| Bent Jensen Palle Tillisch | Kormányos nélküli kettes | 8:13,3   | 2.       |          |          | 8:15,7   | 4.       | 7:47,1   | 2.       | kiesett | kiesett |
| Svend Pedersen Poul Svendsen Jørgen Frantzen | Kormányos kettes         | 8:02,7   | 2.       |          |          | 8:18,7   | 3.       | 7:51,2   | 1.       | 8:34,9  |         |
| Knud Bruun Jensen Carl Nielsen Harry Nielsen Paul Locht                                                                                         | Kormányos nélküli négyes | 6:50,5   | 4.       | 6:51,9   | 2.       | kiesett  | kiesett  | kiesett  | kiesett  | kiesett | kiesett |
| Niels Kristensen Ove Nielsen Peter Hansen Bent Blach Petersen Eivin Kristensen                                                                  | Kormányos négyes         | 7:33,9   | 3.       | 7:03,4   | 1.       |          |          | 7:08,6   | 3.       | kiesett | kiesett |
| Bjørn Stybert Preben Hoch Mogens Snogdahl Jørn Snogdahl Helge Muxoll Schrøder Bjørn Brønnum Leif Hermansen Ole Scavenius Jensen John Vilhelmsen | Nyolcas                  | 6:17,9   | 4.       | 6:17,8   | 1.       |          |          | 6:16,0   | 3.       | kiesett | kiesett |

## Kajak-kenu
Férfi
| Versenyző                         | Versenyszám           | Előfutam | Előfutam | Előfutam | Döntő   | Döntő    |
| Versenyző                         | Versenyszám           | Idő      | Hely.    | Össz.    | Idő     | Helyezés |
| --------------------------------- | --------------------- | -------- | -------- | -------- | ------- | -------- |
| Knud Albjerg                      | Kajak egyes 1000 m    | 4:24,2   | 4.       | 9.       | kiesett | kiesett  |
| Ejvind Hansen                     | Kajak egyes 10 000 m  |          |          |          | 47:58,8 | 4.       |
| Egon Dyg Andreas Lind             | Kajak kettes 1000 m   | 3:53,3   | 3.       | 3.       | 3:59,3  | 9.       |
| Ingvard Nørregaard Svend Frømming | Kajak kettes 10 000 m |          |          |          | 45:59,6 | 8.       |
| Peder Rasch Finn Haunstoft        | Kenu kettes 1000 m    | 4:32,9   | 1.       | 1.       | 4:38,3  |          |

Női
| Versenyző      | Versenyszám       | Előfutam | Előfutam | Előfutam | Döntő  | Döntő    |
| Versenyző      | Versenyszám       | Idő      | Hely.    | Össz.    | Idő    | Helyezés |
| -------------- | ----------------- | -------- | -------- | -------- | ------ | -------- |
| Bodil Svendsen | Kajak egyes 500 m | 2:24,9   | 2.       | 7.       | 2:22,7 | 5.       |

## Kerékpározás

### Országúti kerékpározás
| Versenyző                                                           | Versenyszám | Eredmény              | Helyezés |
| ------------------------------------------------------------------- | ----------- | --------------------- | -------- |
| Hans Andresen                                                       | Egyéni      | 5:11:18,5 (+5:15,1)   | 9.       |
| Helge Hansen                                                        | Egyéni      | 5:27:08,8 (+21:05,4)  | 52.      |
| Wedell Østergaard                                                   | Egyéni      | 5:22:34,1 (+16:30,7)  | 37.      |
| Jørgen Frank Rasmussen                                              | Egyéni      | 5:14:09,4 (+8:06,0)   | 19.      |
| Hans Andresen Jørgen Frank Rasmussen Wedell Østergaard Helge Hansen | Csapat      | 15:48:02,0 (+27:15,4) | 6.       |

### Pálya-kerékpározás
| Versenyző                        | Versenyszám   | 1. forduló                                                             | 1. forduló | Vigaszág                                                                   | Vigaszág | Negyeddöntő                                              | Negyeddöntő | Vigaszág                                                                 | Vigaszág | Elődöntő               | Elődöntő | Vigaszág               | Vigaszág | Döntő                  | Döntő   |
| Versenyző                        | Versenyszám   | Ellenfelek Győztes idő                                                 | Hely.      | Ellenfelek Győztes idő                                                     | Hely.    | Ellenfelek Győztes idő                                   | Hely.       | Ellenfelek Győztes idő                                                   | Hely.    | Ellenfelek Győztes idő | Hely.    | Ellenfelek Győztes idő | Hely.    | Ellenfelek Győztes idő | Hely.   |
| -------------------------------- | ------------- | ---------------------------------------------------------------------- | ---------- | -------------------------------------------------------------------------- | -------- | -------------------------------------------------------- | ----------- | ------------------------------------------------------------------------ | -------- | ---------------------- | -------- | ---------------------- | -------- | ---------------------- | ------- |
| Ove Krogh Rants                  | Egyéni sprint | Cyril Peacock (GBR) · Ion Ioniță (ROU) · Gustavo Martínez (GUA) · 11,7 | 2.         | Fritz Siegenthaler (SUI) · Zdeněk Košta (TCH) · Tomioka Kihei (JPN) · 12,3 | 1.       | Enzo Sacchi (ITA) · Szekeres Béla (HUN) · 12,0           | 2.          | Ray Robinson (RSA) · John Millman (CAN) · Jan Hijzelendoorn (NED) · 11,8 | 4.       | kiesett                | kiesett  | kiesett                | kiesett  | kiesett                | kiesett |
| Jens Juul Eriksen Olaf Holmstrup | Tandem sprint | Ausztria (AUT) · Kurt Nemetz · Walter Bortel · 11,3                    | 1.         |                                                                            |          | Ausztrália (AUS) · Lionel Cox · Russell Mockridge · 11,1 | 2.          |                                                                          |          | kiesett                | kiesett  | kiesett                | kiesett  | kiesett                | 5.      |

| Versenyző      | Versenyszám     | Eredmény | Helyezés |
| -------------- | --------------- | -------- | -------- |
| Ib Vagn Hansen | 1000 m időfutam | 1:14,4   | 6.*      |

| Versenyző                                                                             | Versenyszám          | Selejtező | Selejtező | Negyeddöntő                                                                                             | Negyeddöntő | Elődöntő     | Elődöntő  | Döntő        | Döntő     | Helyezés |
| Versenyző                                                                             | Versenyszám          | Idő       | Hely.     | Ellenfél Idő                                                                                            | Saját idő   | Ellenfél Idő | Saját idő | Ellenfél Idő | Saját idő | Helyezés |
| ------------------------------------------------------------------------------------- | -------------------- | --------- | --------- | --- | ----------- | ------------ | --------- | ------------ | --------- | -------- |
| Knud Andersen Preben Lundgren Kristensen Jean Hansen Henning R. Larsen Bent Jørgensen | Csapat üldözőverseny | 4:54,1    | 6.        | Franciaország (FRA) · Henri Andrieux · Pierre Michel · Jean-Marie Joubert · Claude Brugerolles · 4:54,7 | 4:58,4      | kiesett      | kiesett   | kiesett      | kiesett   | 5.       |

* - egy másik versenyzővel azonos időt ért el

## Labdarúgás
- Erik Terkelsen
- Holger Seebach
- Jens Peder Hansen
- Jørgen Hansen
- Jørgen Johansen
- Knud Lundberg
- Poul Andersen
- Poul Erik Petersen
- Poul Eyvind Petersen
- Steen Blicher
- Svend Nielsen

Selejtező
| 1952. július 15. |

| Dánia (DEN)             | 2–1               | Görögország       |
| ----------------------- | ----------------- | ----------------- |
| P. Er. Petersen 36' 37' | (2–0) Jegyzőkönyv | Emmanouilides 85' |

| Ratina stadion, Tampere Nézőszám: 7 000 Játékvezető: Wolf Karni (finn) |

Nyolcaddöntő
| 1952. július 21. |

| Dánia (DEN)             | 2–0               | Lengyelország |
| ----------------------- | ----------------- | ------------- |
| Seebach 17' Nielsen 69' | (1–0) Jegyzőkönyv |               |

| Kupittaa stadion, Turku Nézőszám: 8 000 Játékvezető: Finn Balstad (norvég) |

Negyeddöntő
| 1952. július 25. |

| Jugoszlávia (YUG)                                        | 5–3               | Dánia                                     |
| -------------------------------------------------------- | ----------------- | ----------------------------------------- |
| Čajkovski 19' Ognjanov 35' Vukas 41' Bobek 78' Zebec 81' | (3–0) Jegyzőkönyv | Lundberg 63' Seebach 85' J. P. Hansen 87' |

| Pallokenttä stadion, Helsinki Nézőszám: 10 000 Játékvezető: Wolf Karni (finn) |

| Csapat | Helyezés |
| ------ | -------- |
| Dánia  | 5.       |

## Lovaglás
Díjlovaglás
| Versenyző       | Ló      | Versenyszám | Pont   | Helyezés |
| --------------- | ------- | ----------- | ------ | -------- |
| Lis Hartel      | Jubilee | Egyéni      | 541,50 |          |
| Kristian Jensen | Odense  | Egyéni      | 439,00 | 18.      |

Lovastusa
| Versenyző                                                      | Ló                | Versenyszám | Díjlovaglás | Díjlovaglás | Tereplovaglás | Tereplovaglás | Tereplovaglás | Díjugratás | Díjugratás | Végeredmény | Végeredmény |
| Versenyző                                                      | Ló                | Versenyszám | Bünt.       | Hely.       | Bünt.         | Hely.         | Össz.         | Bünt.      | Hely.      | Bünt.       | Helyezés    |
| -------------------------------------------------------------- | ----------------- | ----------- | ----------- | ----------- | ------------- | ------------- | ------------- | ---------- | ---------- | ----------- | ----------- |
| Otto Mønsted Acthon                                            | Sirdar            | Egyéni      | -121,66     | 12.*        | -126          | 28.           | 27.           | -20        | 24.        | -267,66     | 26.         |
| Hans Christian Andersen                                        | Tom               | Egyéni      | -142,20     | 29.         | -40           | 21.*          | 20.           | -40        | 32.        | -222,20     | 25.         |
| Aage Rubæk-Nielsen                                             | Sahara            | Egyéni      | -119,00     | 10.         | -200          | 32.           | 29.           | -20        | 24.        | -339,00     | 30.         |
| Hans Christian Andersen Otto Mønsted Acthon Aage Rubæk-Nielsen | Tom Sirdar Sahara | Csapat      | -382,86     | 5.          | -366          | 5.            | 5.            | -80        | 6.         | -828,86     | 5.          |

* - egy másik versenyzővel azonos eredményt ért el

## Műugrás
Férfi
| Versenyző           | Versenyszám        | Selejtező | Selejtező | Döntő   | Döntő    |
| Versenyző           | Versenyszám        | Pont      | Helyezés  | Pont    | Helyezés |
| ------------------- | ------------------ | --------- | --------- | ------- | -------- |
| Thomas Christiansen | Egyéni toronyugrás | 69,10     | 11.       | kiesett | kiesett  |
| Jacob Gjerding      | Egyéni toronyugrás | 65,88     | 15.       | kiesett | kiesett  |

## Ökölvívás
| Versenyző        | Versenyszám   | Selejtező                    | Nyolcaddöntő                      | Negyeddöntő            | Elődöntő                       | Döntő             | Helyezés |
| Versenyző        | Versenyszám   | Ellenfél Eredmény            | Ellenfél Eredmény                 | Ellenfél Eredmény      | Ellenfél Eredmény              | Ellenfél Eredmény | Helyezés |
| ---------------- | ------------- | ---------------------------- | --------------------------------- | ---------------------- | ------------------------------ | ----------------- | -------- |
| Kjeld Steen      | Légsúly       | Torbjørn Clausen (NOR) · 1-2 | kiesett                           | kiesett                | kiesett                        | kiesett           | 16.      |
| Niels Bertelsen  | Könnyűsúly    | Clayton Kenny (CAN) · TKO    | kiesett                           | kiesett                | kiesett                        | kiesett           | 17.      |
| Hans Petersen    | Kisváltósúly  | Francisc Ambruș (ROU) · 0-3  | kiesett                           | kiesett                | kiesett                        | kiesett           | 17.      |
| Viktor Jørgensen | Váltósúly     | Alejandro Dibes (BRA) · TKO  | Iivari Malmikoski (FIN) · 2-1     | Ron Norris (FIN) · 3-0 | Szergej Scserbakov (URS) · 0-3 | kiesett           |          |
| Ebbe Kops        | Nagyváltósúly |                              | Theunis van Schalkwyk (RSA) · 0-3 | kiesett                | kiesett                        | kiesett           | 9.       |

## Sportlövészet
| Versenyző           | Versenyszám            | Eredmény | Helyezés |
| ------------------- | ---------------------- | -------- | -------- |
| Per Nielsen         | Gyorstüzelő pisztoly   | 527      | 47.      |
| Per Winge           | Gyorstüzelő pisztoly   | 549      | 27.      |
| Uffe Schultz Larsen | Szabadpuska, összetett | 1067     | 15.      |
| Uffe Schultz Larsen | Sportpuska, összetett  | 1152     | 15.      |
| Uffe Schultz Larsen | Sportpuska, fekvő      | 394      | 28.      |
| Jørgen Hare         | Sportpuska, fekvő      | 392      | 38.      |
| Allan Christensen   | Trap                   | 165      | 31.      |

## Súlyemelés
| Versenyző           | Versenyszám | Nyomás   | Nyomás   | Szakítás | Szakítás | Lökés    | Lökés    | Összesen | Helyezés |
| Versenyző           | Versenyszám | Eredmény | Helyezés | Eredmény | Helyezés | Eredmény | Helyezés | Összesen | Helyezés |
| ------------------- | ----------- | -------- | -------- | -------- | -------- | -------- | -------- | -------- | -------- |
| Johan Runge         | 67,5 kg     | 97,5     | 12.***   | 105,0    | 1.****   | 127,5    | 9.*      | 330,0    | 7.       |
| Jørgen Moritzen     | 75 kg       | 97,5     | 16.*     | 105,0    | 12.*     | 137,5    | 12.      | 340,0    | 13.      |
| Jens Jørn Mortensen | 90 kg       | 102,5    | 16.      | 100,0    | 19.      | 142,5    | 12.**    | 345,0    | 15.      |

* - egy másik versenyzővel azonos eredményt ért el

** - két másik versenyzővel azonos eredményt ért el

*** - három másik versenyzővel azonos eredményt ért el

**** - négy másik versenyzővel azonos eredményt ért el

## Torna
Férfi
| Versenyző                                                                                             | Versenyszám      | Eredmény | Helyezés   |
| --- | ---------------- | -------- | ---------- |
| Freddy Jensen                                                                                         | Talaj            | 17,55    | 73.****    |
| Freddy Jensen                                                                                         | Ugrás            | 16,80    | 149.       |
| Freddy Jensen                                                                                         | Korlát           | 16,45    | 133.**     |
| Freddy Jensen                                                                                         | Nyújtó           | 17,75    | 67.**      |
| Freddy Jensen                                                                                         | Gyűrű            | 18,15    | 63.***     |
| Freddy Jensen                                                                                         | Lólengés         | 17,60    | 65.***     |
| Freddy Jensen                                                                                         | Egyéni összetett | 104,30   | 75.        |
| Poul Jessen                                                                                           | Talaj            | 17,90    | 55.***     |
| Poul Jessen                                                                                           | Ugrás            | 18,35    | 54.******* |
| Poul Jessen                                                                                           | Korlát           | 16,65    | 128.*      |
| Poul Jessen                                                                                           | Nyújtó           | 17,60    | 75.**      |
| Poul Jessen                                                                                           | Gyűrű            | 17,50    | 90.***     |
| Poul Jessen                                                                                           | Lólengés         | 18,00    | 47.*       |
| Poul Jessen                                                                                           | Egyéni összetett | 106,00   | 66.        |
| Bjarne Jørgensen                                                                                      | Talaj            | 16,00    | 141.*      |
| Bjarne Jørgensen                                                                                      | Ugrás            | 18,00    | 95.**      |
| Bjarne Jørgensen                                                                                      | Korlát           | 16,80    | 124.*      |
| Bjarne Jørgensen                                                                                      | Nyújtó           | 17,90    | 61.*       |
| Bjarne Jørgensen                                                                                      | Gyűrű            | 17,45    | 94.*****   |
| Bjarne Jørgensen                                                                                      | Lólengés         | 14,10    | 140.*      |
| Bjarne Jørgensen                                                                                      | Egyéni összetett | 100,25   | 105.       |
| Børge Minerth                                                                                         | Talaj            | 16,75    | 112.***    |
| Børge Minerth                                                                                         | Ugrás            | 16,85    | 146.**     |
| Børge Minerth                                                                                         | Korlát           | 12,55    | 178.       |
| Børge Minerth                                                                                         | Nyújtó           | 17,25    | 89.**      |
| Børge Minerth                                                                                         | Gyűrű            | 18,25    | 58.**      |
| Børge Minerth                                                                                         | Lólengés         | 15,45    | 118.*      |
| Børge Minerth                                                                                         | Egyéni összetett | 97,10    | 129.       |
| Børge Nielsen                                                                                         | Talaj            | 16,85    | 107.       |
| Børge Nielsen                                                                                         | Ugrás            | 17,60    | 114.***    |
| Børge Nielsen                                                                                         | Korlát           | 17,10    | 116.*      |
| Børge Nielsen                                                                                         | Nyújtó           | 17,15    | 95.        |
| Børge Nielsen                                                                                         | Gyűrű            | 18,00    | 69.**      |
| Børge Nielsen                                                                                         | Lólengés         | 15,50    | 117.       |
| Børge Nielsen                                                                                         | Egyéni összetett | 102,20   | 93.        |
| Gunnar Pedersen                                                                                       | Talaj            | 15,10    | 159.*      |
| Gunnar Pedersen                                                                                       | Ugrás            | 17,95    | 98.*       |
| Gunnar Pedersen                                                                                       | Korlát           | 15,25    | 158.**     |
| Gunnar Pedersen                                                                                       | Nyújtó           | 16,65    | 114.*      |
| Gunnar Pedersen                                                                                       | Gyűrű            | 16,15    | 127.**     |
| Gunnar Pedersen                                                                                       | Lólengés         | 14,75    | 133.       |
| Gunnar Pedersen                                                                                       | Egyéni összetett | 95,85    | 132.*      |
| Volmer Thomsen                                                                                        | Talaj            | 17,45    | 82.*       |
| Volmer Thomsen                                                                                        | Ugrás            | 18,40    | 44.******  |
| Volmer Thomsen                                                                                        | Korlát           | 17,25    | 111.***    |
| Volmer Thomsen                                                                                        | Nyújtó           | 17,40    | 83.**      |
| Volmer Thomsen                                                                                        | Gyűrű            | 17,80    | 79.****    |
| Volmer Thomsen                                                                                        | Lólengés         | 17,50    | 73.***     |
| Volmer Thomsen                                                                                        | Egyéni összetett | 105,80   | 67.        |
| Poul Jessen Volmer Thomsen Freddy Jensen Børge Nielsen Bjarne Jørgensen Børge Minerth Gunnar Pedersen | Csapat összetett | 524,70   | 15.        |

* - egy másik versenyzővel azonos eredményt ért el

** - két másik versenyzővel azonos eredményt ért el

*** - három másik versenyzővel azonos eredményt ért el

**** - négy másik versenyzővel azonos eredményt ért el

***** - öt másik versenyzővel azonos eredményt ért el

****** - kilenc másik versenyzővel azonos eredményt ért el

******* - tíz másik versenyzővel azonos eredményt ért el

## Úszás
Férfi
| Versenyző  | Versenyszám | Előfutam | Előfutam | Előfutam | Elődöntő | Elődöntő | Elődöntő | Döntő   | Döntő    |
| Versenyző  | Versenyszám | Idő      | Hely.    | Össz.    | Idő      | Hely.    | Össz.    | Idő     | Helyezés |
| ---------- | ----------- | -------- | -------- | -------- | -------- | -------- | -------- | ------- | -------- |
| Knud Gleie | 200 m mell  | 2:51,4   | 6.       | 34.      | kiesett  | kiesett  | kiesett  | kiesett | kiesett  |

Női
| Versenyző                                                     | Versenyszám     | Előfutam | Előfutam | Előfutam | Elődöntő | Elődöntő | Elődöntő | Döntő   | Döntő    |
| Versenyző                                                     | Versenyszám     | Idő      | Hely.    | Össz.    | Idő      | Hely.    | Össz.    | Idő     | Helyezés |
| ------------------------------------------------------------- | --------------- | -------- | -------- | -------- | -------- | -------- | -------- | ------- | -------- |
| Greta Andersen                                                | 100 m gyors     | 1:08,0   | 2.       | 12.*     | 1:08,2   | 6.       | 12.*     | kiesett | kiesett  |
| Greta Andersen                                                | 400 m gyors     | 5:21,3   | 2.       | 7.       | 5:22,1   | 4.       | 8.       | 5:27,0  | 8.       |
| Jytte Hansen                                                  | 200 m mell      | 2:57,7   | 1.       | 3.       | 2:59,5   | 4.       | 6.*      | 2:57,8  | 5.       |
| Ragnhild Hveger                                               | 100 m gyors     | 1:08,6   | 2.       | 16.      | 1:07,7   | 6.       | 9.       | kiesett | kiesett  |
| Ragnhild Hveger                                               | 400 m gyors     | 5:19,6   | 1.       | 4.       | 5:19,5   | 4.       | 4.       | 5:16,9  | 5.       |
| Kirsten Hedegaard Jensen                                      | 200 m mell      | 3:07,5   | 5.       | 21.      | kiesett  | kiesett  | kiesett  | kiesett | kiesett  |
| Gerda Olsen                                                   | 100 m hát       | 1:20,1   | 5.       | 14.      |          |          |          | kiesett | kiesett  |
| Eileen Ward Petersen                                          | 200 m mell      | 3:09,3   | 5.       | 22.      | kiesett  | kiesett  | kiesett  | kiesett | kiesett  |
| Mette Ove Petersen                                            | 100 m gyors     | 1:09,6   | 4.       | 18.      | kiesett  | kiesett  | kiesett  | kiesett | kiesett  |
| Mette Ove Petersen                                            | 400 m gyors     | 5:30,6   | 3.       | 17.      | kiesett  | kiesett  | kiesett  | kiesett | kiesett  |
| Rita Larsen Mette Ove Petersen Greta Andersen Ragnhild Hveger | 4 × 100 m gyors | 4:36,4   | 3.       | 5.       |          |          |          | 4:36,2  | 4.       |

* - egy másik versenyzővel azonos időt ért el

## Vitorlázás
| Versenyző                                             | Versenyszám | Futam | Futam | Futam | Futam | Futam | Futam | Futam | Pontszám | Helyezés |
| Versenyző                                             | Versenyszám | 1     | 2     | 3     | 4     | 5     | 6     | 7     | Pontszám | Helyezés |
| ----------------------------------------------------- | ----------- | ----- | ----- | ----- | ----- | ----- | ----- | ----- | -------- | -------- |
| Paul Elvstrøm                                         | Finn dingi  | 1548  | 849   | 1548  | 1548  | 1071  | 946   | 1548  | 8209     |          |
| Aage Birch Ole Berntsen William Berntsen              | Sárkányhajó | 854   | 486   | 1331  | 632   | 729   | 428   | 101   | 4460     | 5.       |
| Henning Christensen Ingemann Bylling Jensen Poul Ohff | 5,5 méter   | 606   | 460   | DNF   | 191   | 606   | 606   | DNF   | 2469     | 11.      |

DNF - nem ért célba

## Vívás
Férfi
| Versenyző                                                                        | Versenyszám       | 1. forduló | 1. forduló | 2. forduló | 2. forduló | Elődöntő | Elődöntő | Döntő | Döntő   |
| Versenyző                                                                        | Versenyszám       | Ellenfelek Eredmény | Hely.      | Ellenfelek Eredmény | Hely.      | Ellenfelek Eredmény | Hely.    | Ellenfelek Eredmény | Hely.   |
| -------------------------------------------------------------------------------- | ----------------- | --- | ---------- | --- | ---------- | --- | -------- | --- | ------- |
| Raimondo Carnera                                                                 | Párbajtőr, egyéni | Fathallah Abdel Rahman (EGY) · Álvaro Mário Mourão (POR) · Emilio Meraz (MEX) · Darío Amaral (BRA) · Vito Simonetti (ARG) · That Hải Tơn (VIE) · George Carpenter (IRL) · 5-2 (8) | 1.         | Erkki Kerttula (FIN) · Per Carleson (SWE) · Sákovics József (HUN) · Oswald Zappelli (SUI) · John Fethers (AUS) · Egill Knutzen (NOR) · Jean-Fernand Leischen (LUX) · Tom Kearney (IRL) · 3-5 (19) | 6.         | kiesett | kiesett  | kiesett | kiesett |
| Raimondo Carnera                                                                 | Kard, egyéni      | François Heywaert (BEL) · Ivan Manayenko (URS) · Jerzy Pawłowski (POL) · Ernst Rau (SAA) · John Fethers (AUS) · Rafael Cámara (MEX) · Gustavo Gutiérrez (VEN) · 3-4 (26)          | 4.         | Berczelly Tibor (HUN) · Heinz Lechner (AUT) · Ilie Tudor (ROU) · François Heywaert (BEL) · Boris Belyakov (URS) · Jean-François Tournon (FRA) · Otto Greter (SUI) · 1-6 (34)                      | 8.         | kiesett | kiesett  | kiesett | kiesett |
| René Dybkær                                                                      | Párbajtőr, egyéni | Ivan Lund (AUS) · Johan von Koss (NOR) · Ghislain Delaunois (BEL) · Armand Mouyal (FRA) · Enrique Rettberg (ARG) · Abelardo Menéndez (CUB) · Juozas Ūdras (URS) · 5-1 (8)         | 1.*        | Fathallah Abdel Rahman (EGY) · Carlo Pavesi (ITA) · Léon Buck (LUX) · Paul Barth (SUI) · Johan von Koss (NOR) · Andrzej Przeździecki (POL) · Ivan Lund (AUS) · Carlos Dias (POR) · 4-4 (19)       | 4.         | Edoardo Mangiarotti (ITA) · Erkki Kerttula (FIN) · Oswald Zappelli (SUI) · Carl Forssell (SWE) · Carlo Pavesi (ITA) · Sven Fahlman (SWE) · Émile Gretsch (LUX) · Álvaro Mário Mourão (POR) · Jean-Baptiste Maquet (BEL) · 2-6 (22) | 7.*      | kiesett | kiesett |
| Mogens Lüchow                                                                    | Párbajtőr, egyéni | Jean-Baptiste Maquet (BEL) · Ed Vebell (USA) · Andrzej Przeździecki (POL) · Edward Brooke (CAN) · Santiago Massini (ARG) · Zoltan Uray (ROU) · Charles Stanmore (AUS) · 5-1 (7)   | 1.*        | Émile Gretsch (LUX) · Rolf Wiik (FIN) · Carl Forssell (SWE) · Ghislain Delaunois (BEL) · Berzsenyi Barnabás (HUN) · Ronald Parfitt (GBR) · Adam Krajewski (POL) · 5-3 (16)                        | 3.         | Per Carleson (SWE) · Dario Mangiarotti (ITA) · Sákovics József (HUN) · Léon Buck (LUX) · Allan Jay (GBR) · Fathallah Abdel Rahman (EGY) · Rolf Wiik (FIN) · Ed Vebell (USA) · René Bougnol (FRA) · 7-2 (22)                        | 1.       | Edoardo Mangiarotti (ITA) · Dario Mangiarotti (ITA) · Oswald Zappelli (SUI) · Léon Buck (LUX) · Sákovics József (HUN) · Carlo Pavesi (ITA) · Per Carleson (SWE) · Carl Forssell (SWE) · Erkki Kerttula (FIN) · 2-7 (25) | 10.     |
| Palle Frey                                                                       | Kard, egyéni      | Otto Greter (SUI) · Lev Kuznetsov (URS) · Fathallah Abdel Rahman (EGY) · Bo Eriksson (SWE) · Álvaro Silva (POR) · Maki Sinicsi (JPN) · Olgierd Porebski (GBR) · 6-0 (12)          | 1.         | Gerevich Aladár (HUN) · Leszek Suski (POL) · Ivan Manayenko (URS) · Renzo Nostini (ITA) · Antonio Haro (MEX) · José D'Andrea (ARG) · Allan Kwartler (USA) · 3-4 (25)                              | 5.         | kiesett | kiesett  | kiesett | kiesett |
| Ivan Ruben                                                                       | Kard, egyéni      | Hubert Loisel (AUT) · Leszek Suski (POL) · Edgardo Pomini (ARG) · Ion Santo (ROU) · Umberto Menegalli (SUI) · Olaf Sandner (VEN) · Ivan Lund (AUS) · 3-4 (25)                     | 5.         | kiesett | kiesett    | kiesett | kiesett  | kiesett | kiesett |
| Raimondo Carnera Erik Swane Lund René Dybkær Mogens Lüchow Ib Nielsen Jakob Lyng | Párbajtőr, csapat | Portugália (POR) · 8-4 · Venezuela (VEN) · 9-5 | 2.         | Svédország (SWE) · 2-14 · Nagy-Britannia (GBR) · 8-8 · Egyesült Államok (USA) · 9-6 | 2.         | Luxemburg (LUX) · 5-10 · Olaszország (ITA) · 7-8 | 3.       | kiesett | kiesett |
| Paul Theisen Raimondo Carnera Ivan Ruben Palle Frey Jakob Lyng                   | Kard, csapat      | Ausztrália (AUS) · 12-4 | 1.         | Ausztria (AUT) · 3-13 · Magyarország (HUN) · 0-9 | 3.         | kiesett | kiesett  | kiesett | kiesett |

Női
| Versenyző            | Versenyszám | 1. forduló | 1. forduló | 2. forduló | 2. forduló | Elődöntő | Elődöntő | Döntő | Döntő   |
| Versenyző            | Versenyszám | Ellenfelek Eredmény | Hely.      | Ellenfelek Eredmény | Hely.      | Ellenfelek Eredmény | Hely.    | Ellenfelek Eredmény | Hely.   |
| -------------------- | ----------- | --- | ---------- | --- | ---------- | --- | -------- | --- | ------- |
| Karen Lachmann       | Tőr, egyéni | Irene Camber-Corno (ITA) · Patricia Buller (GBR) · Nadezhda Shitikova (URS) · Maggie Kalka (FIN) · Ursula Selle (VEN) · Wanda Włodarczyk (POL) · 4-1 (8) | 1.         | Maxine Mitchell (USA) · Fritzi Wenisch-Filz (AUT) · Lylian Malherbaud-Lecomte-Guyonneau (FRA) · Elek Margit (HUN) · Anna Ponomaryova (URS) · 4-1 (11) | 1.         | Lylian Malherbaud-Lecomte-Guyonneau (FRA) · Jan York-Romary (USA) · Nyári Magda (HUN) · Silvia Strukel (ITA) · Ellen Müller-Preis (AUT) · Polly Craus (USA) · Grete Kunz (AUT) · 7-0 (9) | 1.       | Irene Camber-Corno (ITA) · Elek Ilona (HUN) · Jan York-Romary (USA) · Maxine Mitchell (USA) · Renée Garilhe (FRA) · Lylian Malherbaud-Lecomte-Guyonneau (FRA) · Nyári Magda (HUN) · 4-3 (22) |         |
| Kate Mahaut          | Tőr, egyéni | Irena Nawrocka (POL) · Silvia Strukel (ITA) · Mary Glen-Haig (GBR) · Polly Craus (USA) · Hedwig Rieder (SUI) · 1-4 (17)                                  | 6.         | kiesett | kiesett    | kiesett | kiesett  | kiesett | kiesett |
| Ulla Barding-Poulsen | Tőr, egyéni | Grete Kunz (AUT) · Anna Ponomaryova (URS) · Nyári Magda (HUN) · Maxine Mitchell (USA) · Patricia Norford (AUS) · 2-3 (16)                                | 5.         | kiesett | kiesett    | kiesett | kiesett  | kiesett | kiesett |

* - egy másik versenyzővel azonos eredményt ért el